# Evald Ilienkov
Evald Vassilievitch Ilienkov (en russe : Э́вальд Васи́льевич Илье́нков, né le 18 février 1924 à Smolensk et mort le 21 mars 1979 à Moscou par suicide, est un philosophe marxiste soviétique. Il est le fils de l'écrivain Vassili Ilienkov.
Il contribue au développement matérialiste de la dialectique de Hegel, soit d'un matérialisme dialectique authentique dans la lignée de Karl Marx.

## Biographie

### Jeunesse
Evald Ilienkov naît à Smolensk (en RSFSR) dans une famille de l'intelligentsia, son père étant l'écrivain Vassili Ilienkov. Lorsqu'il a quatre ans, la famille déménage à Moscou. Dans sa jeunesse, Evald s'intéresse à la musique de Wagner et à la philosophie de Spinoza. Il poursuit ses études à l'Institut de philosophie, de littérature et d'histoire; mais ses études sont interrompues par le déclenchement de la Grande Guerre patriotique durant laquelle il combat au sein de l'Armée rouge en tant que commandant dans l'artillerie. A la fin de la guerre et jusqu'en aout 1945, il continue de servir dans un contingent de l'armée soviétique basé à Berlin. A son retour en Russie, il continue ses études à la faculté de philosophie de l'université de Moscou et rejoint le Parti communiste en 1950.

### Dispute à l'Université de Moscou
À partir de 1953, et ce jusqu'à sa mort, il travaille à l'institut de philosophie de l'Académie des sciences d'URSS, dans le département de matérialisme dialectique. 
En avril 1954, Ilyenkov, avec Valentin Ivanovich Korokirov, un homologue de l'Université d'État de Moscou, écrit et publie "Sur la question de la relation entre philosophie et connaissance à propos de la nature et de la société dans le processus de leur développement historique" . Dans cette thèse, ils défendent la position que la philosophie ne peut résoudre les problèmes particuliers des sciences mais ne peut seulement être qu'une théorie de la connaissance, étudiant la nature et la nature de la connaissance scientifique. Selon eux, la philosophie est "la science de la pensée scientifique, de ses lois et formes". En février 1955 ils sont sous le coup d'une enquête menée à faculté de philosophie de l'Université par une commission du département de la science et de la culture du Comité central du PCUS. Dans le rapport de cette commission, ces thèses sont qualifiée de "résurrection de l'idéalisme menchevique, depuis bien longtemps défait et condamné par le parti" et il est observé que "certains étudiants et diplômés ont l'envie de se distancer des problèmes pratiques urgents pour se concentrer sur la 'science pure', la 'pensée pure', complètement séparée de la pratique, et par là des politiques de notre parti. Certains ont admis ne pas avoir lu de journaux depuis bien longtemps". Cette commission finira par conclure que les positions d'Ilyenkov sont "une perversion du marxisme", idéologie du régime. 
Fin mars 1955, Ilyenkov et Korovikov sont accusés d'hégélianisme et sont privés du droit d'enseigner à l'Université d'État de Moscou par le Conseil Académique de la Faculté de philosophie de l'université.  
En 1960, Ilyenkov publie son ouvrage "La Dialectique de l'abstrait et du concret dans le 'Capital' de Marx", qui sera traduit aussitôt.  

### Fin de vie
En 1961, Ilyenkov atteint le grade de chercheur sénior à l'Institut de philosophie. Pendant la première moitié des années 1960, il contribue grandement à l'écriture d'encyclopédie philosophique de l'Université. Dans le second volume, il est l'éditeur attitré de la partie matérialisme dialectique. 
De 1975 à sa mort, il dirige un séminaire scientifique à l'université de Moscou, soutenu par Aleksei Leontiev. 
Il est l'objet de persécutions multiples de la part des fonctionnaires officiels[source insuffisante], souffre de dépression, tombe dans l'alcoolisme et se suicide en 1979. Il est enterré dans la tombe de son père au cimetière de Novodievitchi. 

## Travaux philosophiques
Evald Ilienkov a participé pendant sa carrière philosophique au développement de la dialectique hégélienne, et particulièrement au caractère matérialiste dans la ligné des travaux de Karl Marx, Friedrich Engels, et Lénine. Ses principaux ouvrages sont Dialectical Logic (1974, trad. anglaise 1977), Leninist Dialectics and the Metaphysics of Positivism (1980 (posthum.), trad. anglaise 1982), The Dialectics of the Abstract and Concrete in Marx's Capital (1960; trad. anglaise 1982).

### Œuvre
Aujourd'hui aucune traduction française n'est encore parue de ses travaux, par défaut la liste des titres ci-dessous est donc en anglais.
Œuvres principales :
- 1960: Dialectics of the absract and the concrete in Marx's Capital
- 1974: Dialectical Logic. Essays on its history and theory
- 1979: Leninist dialectics and the metaphysics of positivism

Articles :
- 1974: Activity and Knowledge
- 1974: From the Marxist-Leninist Point of View
- 1974: The Universal
- 1974: A Contribution to a Conversation About Esthetic Education
- 1975: A Contribution to a Conversation About Meshcheriakov
- 1975: Humanism and Science
- 1976: Dialectics of the Ideal
- 1977: Concept of the Ideal
- 1979: The problem of contradiction in logic (fragment)
- 1979: Materialism Is Militant and Therefore Dialectical
- Date inconnue: Psychology
- Date inconnue: Our Schools Must Teach How to Think!
- Date inconnue: A Contribution to the Discussion on School Education
- Date inconnue: On the Nature of Ability
- Date inconnue: The Biological and the Social in Man
- Date inconnue: A Contribution on the Question of the Concept of “Activity” and Its Significance for Pedagogy
- Date inconnue: Knowledge and Thinking
- Date inconnue: Ideals (Social, Esthetic, Moral)
- Date inconnue: Mind and Brain (An Answer to D. I. Dubrovskii)
- Date inconnue: The Question of the Identity of Thought and Being in Pre-Marxist Philosophy